# 山南东道
山南東道，中国唐朝时设置的道。
唐朝開元二十一年（733年）分山南道東部置，為全國十五道之一。採訪處置使治襄州（治所在今湖北省襄陽市）。轄境約當今陝西省秦嶺、華山以南，汶水河、子午河、大巴山和重慶市萬州區、墊江、梁平區一線以東，河南省伏牛山、桐柏山丘陵以西，自重慶市石柱土家族自治縣至湖北省洪湖市長江以北地區。乾元元年（758年）廢。安史之乱後，梁崇义曾经在这里割据。

## 行政区划
- 襄州襄阳郡，治所在襄阳县，领7县
- 荆州江陵郡，治所在江陵县，领8县
- 峡州夷陵郡，治所在夷陵县，领4县
- 归州巴东郡，治所在秭归县，领3县
- 夔州云安郡，治所在奉节县，领4县
- 澧州澧阳郡，治所在澧阳县，领4县
- 朗州武陵郡，治所在武陵县，领2县
- 忠州南宾郡，治所在临江县，领5县
- 涪州涪陵郡，治所在涪陵县，领5县
- 万州南浦郡，治所在南浦县，领3县
- 泌州（唐州）淮安郡，治所在泌阳县，领7县
- 隋州汉东郡，治所在隋县，领4县
- 邓州南阳郡，治所在穰县，领6县
- 均州武当郡，治所在武当县，领3县
- 房州房陵郡，治所在房陵县，领4县
- 复州竟陵郡，治所在沔阳县，领3县
- 郢州富水郡，治所在京山县，领3县
- 金州汉阴郡，治所在西城县，领6县